# CCR7
CCR7 (англ. C-C motif chemokine receptor 7) – білок, який кодується однойменним геном, розташованим у людей на короткому плечі 17-ї хромосоми. Довжина поліпептидного ланцюга білка становить 378 амінокислот, а молекулярна маса — 42 874.
| 10         |  | 20         |  | 30         |  | 40         |  | 50         |
| ---------- |  | ---------- |  | ---------- |  | ---------- |  | ---------- |
| MDLGKPMKSV |  | LVVALLVIFQ |  | VCLCQDEVTD |  | DYIGDNTTVD |  | YTLFESLCSK |
| KDVRNFKAWF |  | LPIMYSIICF |  | VGLLGNGLVV |  | LTYIYFKRLK |  | TMTDTYLLNL |
| AVADILFLLT |  | LPFWAYSAAK |  | SWVFGVHFCK |  | LIFAIYKMSF |  | FSGMLLLLCI |
| SIDRYVAIVQ |  | AVSAHRHRAR |  | VLLISKLSCV |  | GIWILATVLS |  | IPELLYSDLQ |
| RSSSEQAMRC |  | SLITEHVEAF |  | ITIQVAQMVI |  | GFLVPLLAMS |  | FCYLVIIRTL |
| LQARNFERNK |  | AIKVIIAVVV |  | VFIVFQLPYN |  | GVVLAQTVAN |  | FNITSSTCEL |
| SKQLNIAYDV |  | TYSLACVRCC |  | VNPFLYAFIG |  | VKFRNDLFKL |  | FKDLGCLSQE |
| QLRQWSSCRH |  | IRRSSMSVEA |  | ETTTTFSP   |  |            |  |            |

A: Аланін

C: Цистеїн

D: Аспарагінова кислота

E: Глутамінова кислота

F: Фенілаланін

G: Гліцин

H: Гістидин

I: Ізолейцин

K: Лізин

L: Лейцин

M: Метіонін

N: Аспарагін

P: Пролін

Q: Глутамін

R: Аргінін

S: Серин

T: Треонін

V: Валін

W: Триптофан

Кодований геном білок за функціями належить до рецепторів, g-білокспряжених рецепторів, білків внутрішньоклітинного сигналінгу. 
Локалізований у клітинній мембрані, мембрані.